# Súng bắn tỉa SVCh
Chukavina SVCh hay SVCh-308 là loại súng trường thiện xạ bán tự động được phát triển bởi Tập đoàn Kalashnikov, là một trong những khẩu súng mới nhất mà họ chế tạo. Nó được tạo ra nhằm thay thế cho khẩu súng bắn tỉa huyền thoại Dragunov SVD.
SVCh có độ chính xác rất cao và tầm bắn hiệu quả lên đến 1000 mét hoặc xa hơn, tùy thuộc vào các phiên bản, tầm bắn của nó cao hơn so với Dragunov SVD là 800 mét. Với loại đạn thích hợp, SVCh có độ chính xác là 1 MOA hoặc cao hơn.
SVCh sử dụng ba loại đạn quân sự rất phổ biến là 7.62×51mm NATO, 7.62×54mmR và .338 Lapua Magnum (còn được gọi là 8.6×70mm hoặc 8.58×70mm). Giữa hai phiên bản 7.62mm, các bộ phận của nó rất phổ biến. Tuy nhiên, súng trường SVCh-8.6.338LM có độ dài nòng, trọng lượng lớn hơn.

## Cấu tạo
Súng bắn tỉa SVCh có được trang bị một thanh ray Picatinny được gắn ở trên thân, cho phép nó có thể gắn được nhiều loại phụ kiện khác nhau như kính ngắm...
SVCh có cơ chế nạp đạn bằng khí nén và khóa nòng xoay. Nó sử dụng các hộp tiếp đạn có thể tháo rời. Trong phiên bản 7.62×54mmR, nó sử dụng các băng đạn tương thích với súng trường bắn tỉa Dragunov SVD. Còn phiên 7.62×51mm NATO và.338 LM thì sử dụng các băng đạn độc quyền với lượng đạn tiêu chuẩn và khá nhiều đạn.

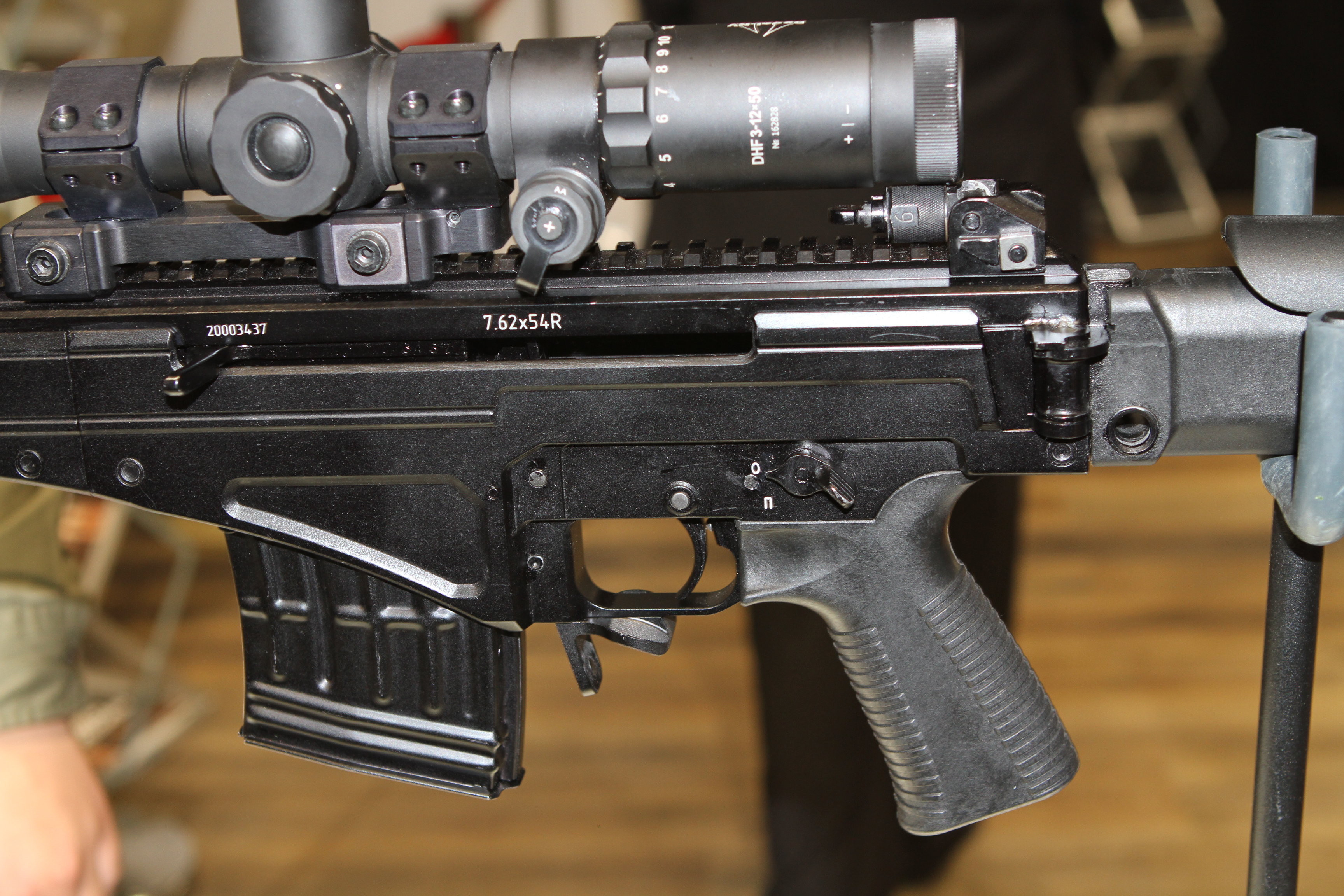
Cận cảnh thân súng SVCh

Khẩu súng này có thể được sử dụng bởi người thuận tay trái hoặc tay phải. Một báng súng có thể tùy chỉnh độ dài và có thể gấp vào. Các phụ kiện tiêu chuẩn bao gồm một chân chống có thể tháo rời và nòng giảm thanh chiến thuật có thể tháo rời nhanh chóng.